# Geschichte der Sportdidaktik
Die Geschichte der Sportdidaktik beinhaltet die Wandlungen und Entwicklungen der Sinngebungen, Zielsetzungen, Vermittlungstechniken und Kontrollmechanismen im Bereich der körperlichen Erziehung seit der ersten systematischen Befassung mit dem speziellen Aufgabenfeld der Körperertüchtigung in der griechischen Antike. Sie stellt sich gleichzeitig als eine Geschichte der Selbstfindung des Faches dar, wie sie sich etwa in dem historischen Ringen um die zutreffende Namensgebung des Erziehungsfeldes offenbart.

## Griechische Antike
Die Geschichte der Sportdidaktik hat begrifflich ihren Ursprung in der griechischen Antike. Ausgehend von dem Grundbegriff altgriechisch διδάσκειν didáskein = ‚lehren‘ entstand im antiken Griechenland ein reiches Wortfeld, das bereits eine intensivere systematische Beschäftigung mit dem Problembereich des Lehrens und Lernens kennzeichnet. Es entwickelten sich Begriffe wie „didáskalos“ für „Lehrer“, „didaskaleion“ für „Schule“, „didaskalía“ für „Unterricht“, „didaskálion“ für das „Gelernte“ oder „didaktikós“ für die „belehrende Tätigkeit“. Aus diesem Wortfeld bildete sich das heute als „Didaktik“ bekannte Kompositum altgriechisch διδακτική τέχνη (didaktikè téchnē) mit der Bedeutung „Technik“, „Kunst“, „Wissenschaft“ des Lehrens und Lernens und seit den 1960er-Jahren auch das Aufgabenfeld „Didaktik der Leibesübungen“ und das Kompositum „Sportdidaktik“ heraus.
Speziell zuständiger Experte für die Ausrichtung der körperlichen Bildung war in der klassischen Zeit der „Gymnastikós“, der Sportlehrer, der nach den Lehren der gymnastischen Kunst, der „gymnastiké téchne“, im „gymnásion“, der „Sportstätte“, nach bestimmten Regeln zu unterrichten hatte. Ein elementarer Lehr- und Lerngegenstand war das sogenannte „Pentathlon“, ein aus Weitsprung, Kurzstreckenlauf, Diskuswurf, Speerwurf und Ringkampf bestehender Fünfkampf, der ein breites physisches Fähigkeitsspektrum repräsentieren sollte. Der systematischen Körperbildung der Jugend, die nach dem antiken Geschichtsschreiber Flavius Philostratos (Gymnastik, Kapitel 14) mit hygienischen und diätetischen Lehren verbunden war, wurde neben der geistigen Orientierung in den Philosophenschulen ein hoher Rang zugemessen.
In der frühen Zeit war die im Dienste eines ganzheitlichen Bildungsauftrags agierende Didaktik nach einem Leitsatz Homers auf das Höchstleistungsprinzip ausgerichtet. Es wurde zur Erziehungsrichtlinie der aristokratischen Oberschicht und hatte sich vor allem in Form von soldatischen Qualitäten in den Kriegen zu bewähren: Mit den Worten :αἰὲν ἀριστεύειν καὶ ὑπείροχον ἔμμεναι ἄλλων:„Immer der erste sein und alle andern übertreffen.“ schickt König Hippolochos in der Ilias seinen Sohn Glaukos in den Trojanischen Krieg. Als oberste didaktische Maxime war dieses Prinzip auch noch in der klassisch-demokratischen Zeit von Bedeutung, als die Anstrengungen in den langen Trainingsphasen auf die alle vier Jahre anstehenden Olympischen Spiele mit ihren attraktiven Prämien für die Sieger ausgerichtet war. Es ging weiterhin um das gegenseitige Übertreffen der Athleten und um den Ruhm für sich und die Polis. Seit dem Schweizer Kulturhistoriker Jacob Burckhardt spricht man entsprechend vom sogenannten agonalen Prinzip der Epoche.
Doch schon in der klassischen Zeit lassen sich zwischen den sportdidaktischen Vorstellungen der einzelnen Stadtstaaten Unterschiede ausmachen: So standen beispielsweise in der Kriegergesellschaft Spartas die „Kriegskunst“ und eine entsprechende Fokussierung der gymnastischen Ausbildung auf die Entwicklung der Grundeigenschaften Kraft und Ausdauer sowie eine Ertüchtigung in Waffentechnik mit Waffenläufen und der Handhabung von Kriegsgerät im Vordergrund. Die antiken Geschichtsschreiber Pausanias (VIII, 26) und Lukian von Samosata (Anacharsis Kap. 38) erwähnen das sogenannte „Platanistas“, ein Rauf- und Kriegsspiel um den Besitz einer kleinen Flussinsel. Im Unterschied dazu favorisierte die unter dem Einfluss der Philosophenschulen stehende Erziehung Athens eine Menschenbildung im Sinne des Ideals der Kalokagathia. Der Begriff „Schön-Gutheit“ bezeichnet die körperliche, moralische und geistige Vollkommenheit. Sie wurde als ganzheitliches Bildungsideal vor allem durch den Philosophen und Erzieher Sokrates propagiert, didaktisch aufbereitet und in den Dialogen Platons anschaulich bis in unsere Zeit überliefert. In seiner „Politeia“ hat Platon seine Idealvorstellung des gebildeten Menschen im Sinne der Kalokagathia folgendermaßen formuliert: „Wer geistige Bildung und körperliche Leistungsfähigkeit aufs Schönste verbindet und sie im rechten Maße der Seele dienstbar macht, der ist nach unserer Ansicht der vollendet gebildete und harmonisch gefügte Mensch“,

## Römische Antike
Die Menschenbildung in der römischen Antike bewegt sich aufgrund der von der begüterten Oberschicht zur Erziehung ihrer Nachkommenschaft gern eingesetzten griechischen Lehrer noch lange in der Tradition des griechischen Bildungswesens und deren Didaktik. Auch im römischen Bildungswesen nehmen neben der disziplinierten militärischen Ausbildung auf dem Marsfeld vor den Toren Roms und der sachgerechten Entwicklung entsprechender Kompetenzen in körperlicher Fitness und Waffentechnik, den sogenannten „exercitia“, Vorstellungen von einem ganzheitlich zu bildendem Menschentum einen breiten Raum ein: Im Zusammenhang mit der Geburt eines Kindes ist von dem römischen Satiriker Juvenal ein meist verkürzt zitierter Satz überliefert, der die Verbindung von körperlicher und geistiger Gesundheit anspricht, die nicht als Gegebenheit, sondern als Wunschvorstellung zu verstehen sei, und für deren Realisierung es zu beten gelte: […] orandum est, ut sit mens sana in corpore sano. (Man sollte darum beten, dass sich ein gesunder Geist mit einem gesunden Körper verbinden möge)(Satire 10, 356). In dem lateinischen „ut sit“ verbirgt der Satiriker damit das Interpretationspotenzial, dass diese gewünschte Verbindung auch als didaktische Aufgabe zu verstehen sei.

## Mittelalter
Das frühe Mittelalter kennzeichnet in den Bildungsvorstellungen ein Auseinanderklaffen von mönchischer Gelehrsamkeit, wie sie sich in den „Artes liberales“ (den sieben freien Künsten) darstellt, und den ritterlichen Idealen einer auf Kampf, Waffentechnik und körperliche Fähigkeiten ausgerichteten Oberschicht. Dem standesbewussten verächtlichen Herabblicken des Ritters auf die „Bücherbildung“ der Gelehrten verleiht der Dichter Hartmann von Aue (um 1186) in seinem Versroman „Gregorius“ Ausdruck: „Wer in der Schule ist geblieben – solang dass er darin vertrieben – der Reitkunst fremd das zwölfte Jahr, – der müsse wahrlich immerdar – dann leben wie die Pfaffen.“ (Gregorius V. 1377) Über eine intensive Ausbildung durch spezialisierte Lehrmeister, über ein regelmäßiges Training und die Beweisführung der ritterlichen Kompetenzen in Turnieren, Fehden und Kriegen bemüht sich die Ritterschaft, sich als oberster Stand in der Ständeordnung zu behaupten und seine Überlegenheit zu rechtfertigen. Die Leibestüchtigkeit im Reiten, Fechten, Armbrustschießen, Turnieren und weiteren körperlichen Fähigkeiten wie Wettlaufen, Grabenspringen, Speerwerfen oder Steinstoßen schafft auch eine Rangordnung unter den Rittern selbst und ein entsprechendes gesellschaftliches Ansehen. So berichtet der Dichter Eilhart von Oberge in seinem Versroman „Tristrant“, dass der sagenhafte König Marke aufgrund seiner überragenden Leistungen bei einem Kampfspiel auf Tristan aufmerksam wird und ihn an seinen Hof holt. Die „Ritterspiegel“ (Le livre de Chevalerie) des Ritters Geoffroy de Charny (1300–1356) bzw. des Johannes Rothe (um 1410) listen im Kontrast zu den sieben scholastischen Künsten sieben „Behendigkeiten“ auf, die der hochmittelalterliche Ritter kunstgerecht beherrschen sollte: Reiten, Schwimmen, Schießen, Klettern, Turnieren und Tjostieren, Ringen und Fechten sowie Hofieren. Sie wurden teilweise bereits in speziellen Lehrbüchern didaktisch aufbereitet. Es entstanden Reitlehren, Fechtbücher, Turnierlehren und im Jahre 1538 das erste Schwimmlehrbuch des Universitätslehrers Nikolaus Wynmann mit dem Titel „Columbetes sive de arte natandi“, das sich bereits mit der Technik des Brustschwimmens befasst.

## Frühe Neuzeit
Die Zeit des Humanismus zeigt unter der Dominanz klösterlich-mönchischer Erziehung hinsichtlich der Bewertung von Spiel und Leibesertüchtigung noch ein zwiespältiges Bild: Einerseits stießen die Gelehrten beim Studium der Antike bewundernd auch auf die griechische „Gymnastik“ mit ihrer hohen Wertschätzung des ausgewogenen körperlich-geistigen Bildungsideals der Kalokagathia, was etwa in dem Gespräch des Magisters Joachim Camerarius („dialogus de gymnasiis“) aus dem Jahr 1544 erkennbar wird. Der Arzt François Rabelais (1483–1553) entwirft in seinem satirischen Roman „Gargantua und Pantagruel“ das Bild einer umfassenden spielereichen körperlich-geistigen Erziehung. Hieronymus Mercurialis verfasste 1573 in Venedig die lobende Schrift „De arte gymnastica“. Und die Reformatoren Martin Luther (in seinen „Tischreden“) und der Schweizer Zwingli (in seinem „Lehrbüchlein“, Basel 1523) befürworteten volkstümliche Übungen wie Laufen, Springen, Steinwerfen, Ringen und Fechten als „vernünftige Unterhaltung und Erholung“. Andererseits setzte sich in der nachlutherischen Zeit, etwa in der „Gothaischen Schulordnung“ von 1654, eine körperfeindliche Verbotsmentalität durch, die in „Schneeballen“, Eislaufen, Schwimmen und „heftigen Spielen“ ein anstößiges Verhalten sah.
Mit der Publikation der Didactica magna des Philosophen und Pädagogen Johann Amos Comenius wurde der griechisch-antike Begriff Didaktik im Jahre 1657 wiederentdeckt und in das Bildungswesen neu eingeführt. Das Erziehungsrepertoire von Comenius beinhaltete auch bereits körperliche Übungen und Bewegungsspiele. Seine allumfassende, bereits systematisch angelegte Didaktik stellte er unter das Leitwort „alle alles allumfassend lehren“ („omnes omnia omnino excoli“)(Didactica magna, Kap 11, Sp. 49). Seine didaktischen Prinzipien wie Anschaulichkeit, Handlungsorientierung oder Strukturenbildung beim Unterrichten haben bis heute in allen Fachdidaktiken Gültigkeit. Sein Hauptwerk, die Pampaedia (= „Allerziehung“). zeigt auch bereits seine pädagogische Ausrichtung, die nicht auf eine Spartenausbildung im Sinne einer Fächeraufgliederung, sondern auf die Bildung des Menschen in seiner Ganzheit abzielt.
Mit den Philanthropen (= „Menschenfreunde“), Vertretern einer reformpädagogischen Bewegung der Zeit der Aufklärung, nahm der systematisch organisierte Schulsport seinen Anfang. Friedrich Eberhard von Rochow gründete 1773 eine Landschule. Ihm folgten das Philanthropinum Dessau von Johann Bernhard Basedow im Jahre 1774 und die Erziehungsanstalt von Christian Gotthilf Salzmann 1784 in Schnepfenthal. In den bald über 60 Philanthropinen in Deutschland, der Schweiz, Frankreich und Russland fand ein obligatorischer Unterricht in „Gymnastik“ bzw. „Turnen“ statt. Dazu wurde eine neue Didaktik entwickelt. Mit den Philanthropen begann nach dem Wiener Ordinarius Hans Groll die „Systematisierung der Leibesübungen“. Sie bereicherte die Unterrichtslehre durch weitere Prinzipien, wie das Verbot der Körperstrafe, die Berücksichtigung der Alters- und Kindgemäßheit des Lehrens oder den Grundsatz des spielerischen Lernens. Ihre praxiserprobten Erkenntnisse und Zielvorstellungen verbreiteten die bedeutendsten Vertreter dieser Reformrichtung wie Joachim Heinrich Campe (1746–1818), Ernst Christian Trapp (1745–1818), Christian Gotthilf Salzmann (1744–1811) oder Johann Christoph Friedrich GutsMuths (1759–1839) in Lehr- und Arbeitsbüchern, die bereits einen klaren Theorie-Praxisbezug herstellten, indem sie Zielprogrammatik und methodische Umsetzung miteinander verbanden. Der Untertitel von GutsMuths Hauptwerk „Gymnastik für die Jugend“ („Ein Beytrag zur nötigen Verbesserung der körperlichen Erziehung“) markiert die didaktische Ausrichtung auf eine physische Ertüchtigung. Doch auch das freie Spiel und die Förderung der Geselligkeit bekamen in dieser Didaktik-Konzeption ihren Platz. Er schrieb auch bereits ein „Lehrbuch der Schwimmkunst“ (1798) und bot dazu ein Arsenal von Lehr- und Lernhilfen an.
Auf den Ideen der Philanthropen baute die deutsche Turnbewegung, deren bedeutendster Vertreter der als „Turnvater“ bekannte Pädagoge Johann Friedrich Ludwig Christoph Jahn (1778–1852) wurde, weiter auf. Die Turnbewegung nahm unter Jahn angesichts der napoleonische Fremdherrschaft einen Weltanschauungscharakter, sein entsprechend ausgestaltetes „vaterländisches Turnen“ einen Wehrcharakter an. Als elementare Erziehungsziele formuliert er: „ Kriegsübungen, wenn auch ohne Gewehr, bilden nämlich Anstand, erwecken und beleben den Ordnungssinn, gewöhnen zur Folgsamkeit und zum Aufmerken, lehren den einzelnen, sich als Glied in ein großes Ganzes fügen.“ (Jahn/Eiselen, Deutsche Turnkunst 1816, XVII).
Solche didaktischen Zielvorstellungen führten dazu, dass das Jahnsche „Deutsche Turnen“ in der nationalsozialistischen Leibeserziehung und „Leibeszucht“ reanimiert wurde und eine neue Blüte erlebte. Jahn verstand sein „Turnen“ als Gesamtheit aller körperlichen Leibesübungen von Geräteübungen über das Schwimmen, Fechten, die Spiele bis zum Wandern. Sie waren didaktisch auf eine Ertüchtigung für einen vaterländischen Befreiungskrieg ausgerichtet. Seine dafür entwickelte „Deutsche Turnkunst“ bereicherte er vor allem durch die Erfindung neuer Spielformen, Turngeräte und durch die Erfindung einer Terminologie, mit der sich Turnlehrer und Turner fachspezifisch ausdrücken und miteinander verständigen konnten. Bis über die Mitte des 20. Jahrhunderts hinaus war das Jahnsche Vokabular, das von der Fachbezeichnung „Turnen“ in Deutschland, Österreich und der Schweiz über den Turnlehrer, die Turnhalle, den Turnplatz, den Turnbetrieb, den Turnschuh, die Turnhose oder die Turngeräte reichte, in Gebrauch und wurde dann erst zunehmend durch den Begriff „Sport“ ersetzt. Maßgeblich dafür war das Bestreben einer Loslösung von dem national-patriotisch geprägten Gedankengut der Turner in Richtung einer weltoffenen neuen Sportkultur. Geblieben ist bis heute ein sehr differenziertes Fachvokabular der Sportart Gerätturnen. Mit seinem Wahlspruch „Frisch-Fromm-Fröhlich-Frei“, der zum Lebensmotto der Turner wurde, und den er am Giebel seines Wohnhauses in Freyburg an der Unstrut anbringen ließ, dokumentierte Jahn allerdings auch schon eine Didaktikvorstellung, die auf eine ganzmenschliche Erziehung ausgerichtet war.
Der böhmische Kunsthistoriker und Mitbegründer der Turnerbewegung Sokol, Miroslav Tyrš, vertrat in dem vergleichbaren Kampf für die Freiheit des tschechischen Volkes ähnliche Ideen der Körpererziehung wie Jahn, verband sie aber ausdrücklich mit dem antiken Ideal der Kalokagathie.

## Neuzeit

### Die wissenschaftliche Selbstfindungsphase
Der Beginn der neuzeitlichen Sportdidaktik lässt sich mit der Ausreifung und staatlichen Anerkennung des Faches als vollwertiger wissenschaftlicher Disziplin mit universitärem Forschungs- und Lehrauftrag ansetzen, konkret mit der Berufung der ersten ordentlichen Professoren für das Fach und der Einrichtung der ersten Lehrstühle in Deutschland und Österreich in den 1960er-Jahren.
Bis Mitte der 1960er-Jahre wurde das Fach noch weithin als reines „Bewegungsfach“ verstanden, das ein Gegengewicht zu den „Sitzfächern“ zu leisten und die sportmotorischen Fertigkeiten zu entwickeln hatte. Es orientierte sich entsprechend an den Erfordernissen der praktischen Sportvermittlung und entwarf geeignete Methodiken zu den einzelnen Disziplinen, etwa dem Schwimmen, Turnen oder der Leichtathletik. Als vorrangige Sinnvorgaben galten im Schul- wie im Leistungssport die Zielsetzung „Leistungsoptimierung im physischen und sporttechnischen Bereich“ und der Gesundheitsaspekt. Weitere Alternativen wurden nur vereinzelt hinterfragt.
Eine systematische Auseinandersetzung mit sportdidaktischen Fragestellungen auf wissenschaftlichem Niveau begann erst, als der Hamburger Sportdozent Konrad Paschen 1961 im Zuge der Neugestaltung der Leibesübungen ministeriell mit dem Entwurf einer Didaktik für das neue Fach Leibeserziehung in der Schule beauftragt wurde. Paschen orientierte sich dabei an dem von dem Erziehungswissenschaftler Wolfgang Klafki entworfenen Denkmodell des Didaktischen Dreiecks, welches das Unterrichtsgeschehen in der geometrischen Form eines Dreiecks abbildete, in dem die drei Exponenten Schüler, zu vermittelnder Stoff und Lehrer eine gegenseitige Zuordnung bekamen. Der sie umschließende Kreis repräsentierte das Gesellschaftssystem, in dessen Rahmen sich die Erziehung zu vollziehen hatte, das entsprechend die maßgeblichen Normen vorgab. Die folgenden Jahrzehnte bestimmte eine heftige Auseinandersetzung darüber, welchem der Pole didaktisch eine Priorität zuzuordnen sein sollte. Paschen hatte in seinem Vorschlag der „Sachorientierung“, d. h. der Vermittlung der im Laufe der Sportentwicklung geschaffenen „Kulturwerte“, der Sportarten, den Vorrang gegeben. In die gleiche Denkrichtung einer Tradierung des gewachsenen Kulturguts bewegte sich auch Wolfgang Söll. Seine aus der Sportpraxis kommenden Vorstellungen orientierten sich vornehmlich an der „motorischen Dimension“. Sie sollten als sogenannte „Sportartendidaktik“ die Diskussion noch lange beherrschen. Ihr stellten sich mit den Pädagogen Hartmut von Hentig und Jürgen Funke Bestrebungen entgegen, die im Kontrast zu der Coubertinschen Leitlinie eines Citius, altius, fortius für eine „Entsportung des Schulsports“ eintraten und stattdessen Betätigungsformen wie Trimmaktionen, Yoga, Saunabesuche und Autogenes Training sowie den Verzicht auf Notengebung vorschlugen.
Kritiker wie Josef N. Schmitz oder Ommo Grupe wollten in ihren didaktischen Entwürfen von den Bedürfnissen des Kindes und Jugendlichen ausgehen und deren Interessen den Vorrang einräumen. Sie propagierten im Gegensatz zu dem „objektbezogenen“ ein sogenanntes „anthropologisches Curriculum“. Als dritte Fraktion versuchte mit der 1968er-Generation die politisch orientierte sogenannte „Neue Linke“ die Curricula von einer gesellschaftlichen Veränderung über den Sport her zu strukturieren. Sie versuchte, geleitet von den Ideen der Linksintellektuellen Theodor W. Adorno, Max Horkheimer und Ernst Bloch, über ihre Mitbestimmungsrechte in den Gremien und durch eigene Publikationen der von Rudi Dutschke geprägten Parole vom „Marsch durch die Institutionen“ in den neuen Curricula Einfluss zu verschaffen. Daneben wurde im Schulalltag auch noch die sogenannte „schwarze Didaktik“ praktiziert, nach der sich Zielsetzungen und Gestaltung des Unterrichts ungeachtet der Lehrplanvorgaben aus den Vorlieben und Fähigkeiten des jeweiligen Sportlehrers ergaben. Die Sportwissenschaftlerin Annemarie Seybold sammelte die „Prinzipien“, nach denen die neue Fachdidaktik auszurichten sein sollte. Stefan Grössing verfasste das erste Lehrbuch zur „Sportdidaktik“, das den Forschungsstand der Zeit wiedergab und der neuen Sportlehrerausbildung dienen sollte.
Mit der Einrichtung der ersten Lehrstühle für „Theorie der Leibeserziehung“ bzw. „Sportpädagogik“ in der Bundesrepublik Deutschland und in Österreich (Fetz, Frankfurt 1968 – Groll, Wien 1969 – Grupe, Tübingen 1970) entstanden die Möglichkeit, aber auch der Zwang, die didaktische Forschung im Sinne einer ganzheitlichen Menschenbildung zu intensivieren, wissenschaftlich zu fundieren und auf Konsenskurs zu bringen. Friedrich Fetz leistete das vor allem auf dem Teilgebiet der Methodik. Hans Groll und Ommo Grupe waren die Vorreiter bei der Erforschung der Sinngebungen und den sich aus diesen ergebenden Zielsetzungen für das neu zu konstituierende Erziehungsfeld Sport. Mit der allmählichen Lösung von dem Begriff „Leibeserziehung“ in den 1970er-Jahren und der Hinwendung zu einer „Sporterziehung“ und „Sportdidaktik“ waren eine Distanzierung von der als idealistisch eingestuften Bildungstheoretischen Didaktik und die Nachfrage nach einer sportspezifischen empirischen Grundlagenforschung verbunden. Mit der empirischen Forschung ließen sich fundierte Erkenntnisse über die didaktische Ausgangssituation der Lernprozesse gewinnen. Mit der curricularen Operationalisierung der Zielvorstellungen im physischen und sporttechnischen Lernbereich war eine Objektivierung und Evaluierung der Lernergebnisse erreichbar. Zudem erwuchsen der weitestgehend noch selbstgenügsam auf sich selbst fokussierten Fachdidaktik neue Aufgaben aus dem gesellschaftlichen Umfeld, wie die Eingliederung von Zuwanderern in den Klassenverband, die Drogenerziehung oder die Befähigung zu einer reflektierten, personbezogenen, sinnvollen Gestaltung der zunehmenden Freizeiträume, für die ein „Motorikcurriculum“ zu kurz griff. Neben die „Sachorientierung“ an den Lehr- und Lernstoffen musste eine „Problemorientierung“ treten mit einer eigenständigen kritischen Reflexion der Lernenden. Es ging um das Herausbilden einer „Handlungs- und Reflexionskompetenz“ unter Einschluss des bedeutenden Lebensfeldes Sport. So formulierte der Didaktiker Siegbert A. Warwitz 1974 in einem Buchbeitrag:
„Die Sporterziehung zielt zunächst auf das eigene sportliche Sich-Bewegen, Tun, Handeln des Menschen ab, muß aber darüber hinaus auch erkenntnismäßig befähigen, die psychomotorischen Aktivitäten in den größeren Zusammenhängen des Kulturphänomens und Gesellschaftsproblems Sport zu erkennen, zu beurteilen und zu gestalten.“
Diese erzieherische Aufgabe war nach seiner Vorstellung sachökonomisch sinnvoll und kompetent nur über eine Zusammenarbeit der Fächer zu leisten. Warwitz setzte sich entsprechend für eine „Öffnung der Sportdidaktik in Richtung einer interdisziplinären Kooperation“ mit den Theoriefächern ein. Ähnlich positionierte sich der Sportpädagoge Dieter Brodtmann ein Jahr später, als er in einem Beitrag zu der Zeitschrift „Sportwissenschaft“ die kurzsichtige „Didaktische Selbstbegrenzung durch Ausschluß fächerübergreifender Zielsetzungen“ anprangerte, ebenfalls eine fachübergreifende Neuorientierung der zu eng gewordenen Fachdidaktik anmahnte und forderte, „die sozialen Prozesse im Sportunterricht zum Reflexions- und Forschungsgegenstand“ zu machen.
Leitend für die Ausweitung der Sportdidaktik war das Bemühen um eine Rückgewinnung der ganzheitlichen Menschenbildung und das Erschließen eines Gesamtbildes der komplexen Lebenswirklichkeit, die angesichts der Fächerzersplitterung beide verloren zu gehen drohten. Es ging um problemorientiertes, mehrperspektivisches und mehrdimensionales Lernen in interdisziplinärem Rahmen. Als angemessene Umsetzungsformen wurden der Projektorientierte Unterricht und der Projektunterricht wiederentdeckt und entsprechend den inzwischen fortgeschrittenen didaktischen Erfahrungen und Erkenntnissen weiterentwickelt.
In den 1990er-Jahren unternahm es der Sportdozent an der Universität Regensburg und Theaterkünstler Rainer Pawelke mit der Schöpfung seiner öffentlichkeitswirksamen Traumfabrik, der pädagogischen Instrumentalisierung des Sportgeschehens und der Überfrachtung mit ständig neuen Lernzielen seine Ideen und Impulse einer „musisch-aethetischen Bewegungs- und Erlebniskultur“ entgegenzusetzen, bei der Spaß und Vergnügen an der Bewegung im Vordergrund standen. Im didaktischen Komplex dieser „Neuen Sportkultur“ setzte sich aber auch die Einsicht durch, dass sich die Sportdidaktik zudem mit dem Sporttreiben inhärenten Gefahren und Problemen wie Extremsport, Risikosport oder Zuschauersport und sporttypischen Erfahrungen wie Angst, Mut, Aggression und entsprechenden gruppendynamischen Prozessen kognitiv gründlicher auseinandersetzen muss, um eine kritische Sinnfindung für das eigene Sporttreiben finden zu können. In die Zielprogrammatik der neuen Sportkultur fanden außerdem populäre neue Sportformen wie Parkour, Funsport und Wagnissport sowie neue Lern- und Entspannungstechniken wie Mentales Training, Autogenes Training oder Yoga Eingang. In der Hochschullehre trieben vor allem die Zug um Zug den Universitäten statusmäßig gleichgestellten Pädagogischen Hochschulen die didaktische Forschung und entsprechende Ausbildung der angehenden Sportlehrer voran, indem sie z. B. die akademischen Lehr- und Lernfelder in sogenannten „Gegenstandsbereichen“, wie etwa dem sogenannten „musisch-ästhetischen Gegenstandsbereich“, unter bestimmten komplexen Aufgabenstellungen kooperativ zusammenschlossen.

### Die Konsolidierungsphase
Die historischen Bezeichnungen für das pädagogische Sachgebiet Sport haben sich in seiner langen Geschichte stark gewandelt und mit dem Wandel auch die Vorstellungen von den Sinngebungen, Zielsetzungen und Vermittlungsmethoden. Sie spiegeln sich in den unterschiedlichen Namensgebungen „Gymnastik“ (Griechen, Philanthropen, Skandinavier), „Turnen“, „Turnunterricht“ oder „Turnerziehung“ (Jahn, Gaulhofer-Streicher), „Körperertüchtigung“ oder „Körpererziehung“ (DDR), „Leibesübungen“, „Leibeszucht“ oder „Leibeserziehung“ (Deutschland, Österreich), „Sport“ (England), „Sportunterricht“ oder „Sporterziehung“, „Bewegung, Spiel und Sport“, mit denen sich sehr unterschiedliche Sinnvorstellungen und entsprechende Vermittlungstechniken und Organisationsformen verbanden, je nachdem, ob die physische Leistungsoptimierung, die militärische Körperertüchtigung, der Gesundheitsaspekt, die Freizeitausrichtung, die Freude an der ästhetischen Bewegung oder ob politische, psychologische oder pädagogische Ambitionen im Vordergrund standen. Es wird bis in die heutige Zeit um die für die gesellschaftlich jeweils gewollten und wissenschaftlich fundierten Vorgaben des Schulsports angemessene Bezeichnung gerungen.
Die in der zweiten Hälfte des 20. Jahrhunderts noch heftig geführten Diskussionen um die didaktische Ausrichtung des Faches, seine Positionierung im Fächerkanon, seine Sinngebungen und Aufgabenfelder innerhalb des Sportsektors, seine im Rahmen der gesellschaftlichen Anforderungen aufzuarbeitenden Problemkomplexe traten nach der Jahrhundertwende allmählich in eine Konsolidierungsphase. Die Extrempositionen hatten sich aufeinander zu bewegt und sich als gegenseitige Ergänzungen oder Alternativen verständigt. Die Vorstellung eines reinen „Bewegungsfachs“ hatte auch im Bewusstsein der anderen Fächer weitestgehend ausgedient. Der Sport hatte seinen anerkannt gleichrangigen Platz in Forschung, Wissenschaft und Lehrsegment gefunden. Die „Theorie der Leibeserziehung“ hatte sich in Unterdisziplinen wie die Sportpädagogik, die Sportpsychologie, die Sportsoziologie, die Sportgeschichte, die Bewegungslehre oder die Trainingslehre weiter ausdifferenziert und der Sportdidaktik neben ihnen einen wichtigen Platz eingeräumt. Sport wurde als Teil einer Lebensgestaltung in der Freizeitgesellschaft verstanden, der jedem Sporttreibenden auf seine Weise gerecht werden sollte, und den die Sportdidaktik zu erschließen hatte. Sie hatte im Sinne eines lebenslangen Sporttreibens unterschiedliche Sinngebungen, Zielsetzungen und Vermittlungsformen für den Schulsport, den Hochleistungssport, den Freizeit- und Breitensport, den Kleinkind- und den Seniorensport anzubieten. Sportvermittlung wurde entsprechend nicht mehr vorrangig als Motorik- und Leistungsförderung verstanden. Mehrperspektivisches Forschen und Unterrichten sowie Mehrdimensionales Lernen, wie sie in den 1970er Jahren entwickelt und noch gegen Widerstände durchgesetzt werden mussten, wurden zum unbestrittenen Standard der Sportdidaktik in Forschung und Lehre. Didaktische Prinzipien wie die „Lebensnähe“, der „Interessenbezug“ oder die „Freizeitbedeutung“ gaben der schon früh geforderten interdisziplinären Öffnung des Faches in Form einer Beteiligung an fächerübergreifenden Aufgaben in Projektform in den Lehrplänen eine inzwischen fraglose Gültigkeit. Die schon von Konrad Paschen geforderte Ausrichtung der Didaktik auf ein vom einzelnen Interesse bestimmtes lebenslanges Sporttreiben erforderte eine entsprechende „Handlungsbefähigung“, auch über den herkömmlichen Kanon des Schulsports hinaus. So waren auch außerschulische sportliche Aktivitäten der gewandelten Sportkultur wie Parkour, Breakdance, Skateboarding, wie der Funsport und der Wagnissport didaktisch zu bewerten und zu erschließen.
Als wesentliche Zukunftsaufgaben werden die systematische Fortschreibung der empirischen Forschungsmethoden, aber auch die Schulentwicklung im Sinne einer selbstreflexiven Schulentwicklungsplanung gesehen, die sowohl den sich wandelnden Bedürfnissen der Lernenden als auch dem Interesse der Tradierung des historisch gewachsenen Kulturguts und dessen Weiterentwicklung als auch den aufgrund der gesellschaftlichen Veränderungen sich stellenden neuen Anforderungen gerecht werden können. Sie sind nur in einem funktionierenden Fächerverbund sinnvoll und effektiv zu bewältigen, wie es die Präambeln der meisten Lehrpläne inzwischen vorgeben. Als Garanten einer fortgesetzten Bildungsreform werden eine entsprechende Qualitätssicherung der Lehrerbildung, eine politische Einflussnahme der Didaktiker, aber auch das Erstellen wissenschaftlich fundierter Instrumente der Selbstevaluation von Forschung und Lehre gesehen. Als fortdauernde Aufgabe stellt sich der Sportdidaktik das Problem, innovative Anforderungen aus dem Theoriebereich der Nachbarwissenschaften, aber auch aus Politik und Gesellschaft mit den praktischen Gegebenheiten und Möglichkeiten der Schulwirklichkeit in ein machbares sinnvolles Verhältnis zu bringen, ohne dass curriculare Vorgaben leere Versprechen bleiben. Beispiele dafür sind etwa die Forderungen nach Inklusion, Integration oder Koedukation.